# حمادجي
حمادجي لاعب كرة القدم في نادي الحزم سابقاً، ولد في 1 آب 1980م، وهو من أصل سنغالي. بدأ مسيرته الكروية نادي الطائي ثم في عام 2006م انتقل إلى الوحدة وفي عام 2008م انتقل لنادي الحزم واستمر بالنادي إلى 2010م وبعد ذلك انتقل إلى نادي نجران،ولعب لكل اندية الدوري السعودي بلا استثناء، ويعتبر افضل محترف اجنبي بتاريخ الدوري السعودي، الكلام هذا في ٢٠٢٤ يلعب حمادجي في مركز الدفاع والوسط و الهجوم واحياناً حارس اذا توهقوا. جوكر من اعلى جودة، هداف وقاطع للكرات، يلقب بقاطع الماء و الكهرباء والسد العالي و كانو السعودية وسموه حمادجي لانه ذيبان و خوي و معزز.